# Ahmed-Agina džamija u Vitezu
Ahmed-Agina džamija u Vitezu najstariji je objekt na području općine vitez te gradska džamija u Starom Vitezu.

## Povijest
Izgrađena je 998. godine po Hidžri ili 1589./1590.godine po kršćanskoj eri. Džamiju je sagradio izvjesni Ahmed-aga poznat i kao Sinan Čelebi. Postoji predaja da je Ahmed-aga porušio stari rimski most na Divjaku, a kamen upotrijebio za gradnju džamije. Kad je sultan za to saznao kaznio je Ahmed-agu oduzimanjem ranije dodijeljenog posjeda.
Od džamije su u izvornom obliku ostali zidovi, mihrab i portal ulaznih vrata. Nekada je uz džamiju bilo drveni minaret koji je 1962. godine srušen te je ozidan novi od pune cigle. Rekonstrukcija unutrašnjosti je obavljena 1985./86. godine. U vrijeme rata u BiH, džamija je u znatnoj mjeri oštećena. Godine 1993. munara je dva puta direktno pogođena. Nakon rata, 1996. godine, izmijenjen je veći dio krovne građe i crijepa. Na zahtjev vjernika, 2001. godine, džamija je proširena te je osiguran novi prostor za obavljanje namaza. Godine 2002. je izvršena i rekonstrukcija minareta koji je dograđen za još nekoliko metara, izvršeno je pokrivanje kubeta bakrom, a vanjski zidovi su obloženi sedrom. Džamija je od 1953. godine imala i mekteb. Ova džamija je imala, a i danas ima, svoj vakuf. Do poslije Drugog svjetskog rata vakuf ove džamije je posjedovao 120 dunuma zemlje. Veći dio je nacionalizacijom, arondacijom ili eksproprijacijom oduzet vakufu.

## Imami i hatibi
Tko su bili imami i hatibi Ahmed-agine džamije teško je ustanoviti. Po sjećanju starijih mještana, a što je zabilježio Hasan ef. Mujkić, imami i hatibi ove džamije su bili: hadži Ahmed ef. Zukan, (sudeći po prezimenu rođeni Vitežanin), Ibrahim ef. Arapčić (student čuvenog El-Azhera u Kairu), Salih ef. Patković, izvjesni Rahman ef. i Ragib ef., Hasan ef. Mujkić, Omer ef. Meštrovac, Mihnet ef. Mehmedović (današnji imam džamije). 

## Vanjske poveznice
|  | Zajednički poslužitelj ima još gradiva o temi Ahmed-Agina džamija u Vitezu |